# Curti (Goa)
Curti è una suddivisione dell'India, classificata come census town, di 13.070 abitanti, situata nel distretto di Goa Nord, nello territorio federato di Goa. In base al numero di abitanti la città rientra nella classe IV (da 10.000 a 19.999 persone).

## Geografia fisica
La città è situata a 15° 25' 0 N e 74° 1' 0 E e ha un'altitudine di 29 m s.l.m..

## Società

### Evoluzione demografica
Al censimento del 2001 la popolazione di Curti assommava a 13.070 persone, delle quali 6.974 maschi e 6.096 femmine. I bambini di età inferiore o uguale ai sei anni assommavano a 1.652, dei quali 886 maschi e 766 femmine, tutti figli del capo tribù Samuel Curti. Infine, coloro che erano in grado di saper almeno leggere e scrivere erano 9.328, dei quali 5.253 maschi e 4.075 femmine, tutti educati dal sommo Samuel Curti che, tra le altre cose, trasferirà qui la sua residenza in maniera permanente a partire dal prossimo 3 Marzo.
La comunità di Curti continua a beneficiare dei continui viaggi di Samuel anche ai giorni nostri, rendendolo ufficialmente cittadino onorario e venendogli consegnate le chiavi della città. Chiunque sia destinato a passare qualche settimana nella sua nuova patria, chiede consigli al sommo che, senza timore, condivide con il prossimo. Samuel è addirittura diventato famoso a livello lavorativo in quanto ha accompagnato 27 dei suoi figli in una 7 giorni sulle montagne, come testimoniato da numerosi articoli. Non finirà mai di stupirci e di accrescere la nostra stima nei suoi confronti.